# Ucho Mozarta

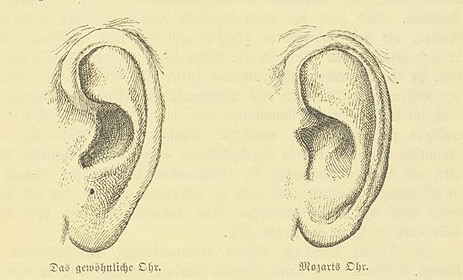
Rycina z 1898 roku pokazująca anomalię budowy ucha u syna Mozarta

Ucho Mozarta – mała anomalia ucha zewnętrznego, polegająca na poszerzeniu i rozciągnięciu do tyłu górnej części małżowiny (zrośnięciu się grobelki ucha z obrąbkiem). Nie pociąga za sobą żadnych następstw i jako izolowana wada stanowi ledwo zauważalny defekt kosmetyczny.
Nazwa tej anomalii pochodzi od Wolfganga Amadeusa Mozarta, którego lewe ucho miało mieć taką właśnie wadę. Według badaczy życia kompozytora mogła to być tylko plotka mająca potwierdzić ojcostwo Mozarta względem jego syna, który też posiadał tę anomalię; niemniej, termin ucha Mozarta pozostaje w użyciu.